# Oman Pentangular Series 2019/20
Die Oman Pentangular Series 2019/20 war ein Fünf-Nationen-Turnier, das vom 5. bis zum 10. Oktober 2009 in Oman im Twenty20-Cricket ausgetragen wurde. Bei dem zur internationalen Cricket-Saison 2019/20 gehörenden Turnier nahmen neben dem Gastgeber die Mannschaften aus Irland, den Niederlanden, Nepal und Hongkong teil. Oman konnte alle seine Spiele gewinnen und gewann somit das Wettbewerb.

## Vorgeschichte
Das Turnier diente für vier der Mannschaften, bis auf Nepal, als Vorbereitung für den ICC T20 World Cup Qualifier 2019.

## Format
In einer Vorrunde spielt jede Mannschaft gegen jede ein Mal. Für einen Sieg gibt es zwei, für ein Unentschieden oder No Result einen Punkt.

## Mannschaftskader
| Hongkong | Irland | Nepal | Niederlande | Oman |
| --- | --- | --- | --- | --- |
| - Aizaz Khan (K) - Kinchit Shah (VK) - Ahsan Abbasi - Haroon Arshed - Waqas Barkat - Aarush Bhagwat - Kyle Christie - Mohammad Ghazanfar - Raag Kapur - Ehsan Khan - Nizakat Khan - Waqas Khan - Scott McKechnie (wk) - Nasrulla Rana - Shahid Wasif | - Gary Wilson (K) - Mark Adair - Andrew Balbirnie - Gareth Delany - George Dockrell - Shane Getkate - Barry McCarthy - Kevin O’Brien - Boyd Rankin - Simi Singh - Paul Stirling - Harry Tector - Stuart Thompson - Lorcan Tucker - Craig Young | - Paras Khadka (K) - Dipendra Singh Airee (VK) - Binod Bhandari (wk) - Sushan Bhari - Avinash Bohara - Sundeep Jora - Sompal Kami - Karan KC - Sandeep Lamichhane - Kushal Malla - Ishan Pandey - Rohit Paudel - Lalit Rajbanshi - Pawan Sarraf - Aarif Sheikh | - Pieter Seelaar (K) - Colin Ackermann - Philippe Boissevain - Ben Cooper - Ryan ten Doeschate - Scott Edwards (wk) - Brandon Glover - Timm van der Gugten - Fred Klaassen - Paul van Meekeren - Roelof van der Merwe - Max O’Dowd - Shane Snater - Antonius Staal - Tobias Visee | - Zeeshan Maqsood (K) - Aqib Ilyas (VK) - Khawar Ali - Fayyaz Butt - Sandeep Goud - Aamir Kaleem - Kaleemullah - Bilal Khan - Mehran Khan - Naseem Khushi - Suraj Kumar - Sufyan Mehmood - Mohammad Nadeem - Khurram Nawaz - Jay Odedra - Jatinder Singh |

## Stadion
Die folgenden Stadien wurden für das Turnier ausgewählt.
| Stadion                   | Stadt  | Kapazität | Spiele         |
| ------------------------- | ------ | --------- | -------------- |
| Al Emarat Cricket Stadium | Maskat |           | 1. – 10. Spiel |

## Spiele
Tabelle
| Teams       | Sp. | S | N | NR | P | NRR    |
| ----------- | --- | - | - | -- | - | ------ |
| Oman        | 4   | 4 | 0 | 0  | 8 | +2.268 |
| Irland      | 4   | 3 | 1 | 0  | 6 | +0.648 |
| Nepal       | 4   | 2 | 2 | 0  | 4 | −0.731 |
| Niederlande | 4   | 1 | 3 | 0  | 2 | −0.208 |
| Hongkong    | 4   | 0 | 4 | 0  | 0 | −2.070 |

Spiele
| 5. Oktober Scorecard | Maskat | Hongkong 96-9 (20)         | – | Oman 97-3 (13.5) |
|                      |        | Oman gewinnt mit 7 Wickets |   |                  |

| 5. Oktober Scorecard | Maskat | Niederlande 167-7 (20)       | – | Irland 169-4 (18.2) |
|                      |        | Irland gewinnt mit 6 Wickets |   |                     |

| 6. Oktober Scorecard | Maskat | Oman 173-9 (20)          | – | Irland 130 (16.2) |
|                      |        | Oman gewinnt mit 43 Runs |   |                   |

| 6. Oktober Scorecard | Maskat | Hongkong 125-6 (20)         | – | Nepal 126-6 (19) |
|                      |        | Nepal gewinnt mit 4 Wickets |   |                  |

| 7. Oktober Scorecard | Maskat | Niederlande 133 (19.3)      | – | Nepal 134-6 (19.5) |
|                      |        | Nepal gewinnt mit 4 Wickets |   |                    |

| 7. Oktober Scorecard | Maskat | Irland 208-5 (20)          | – | Hongkong 142-9 (20) |
|                      |        | Irland gewinnt mit 66 Runs |   |                     |

| 9. Oktober Scorecard | Maskat | Irland 145-8 (20)          | – | Nepal 132 (19.5) |
|                      |        | Irland gewinnt mit 13 Runs |   |                  |

| 9. Oktober Scorecard | Maskat | Niederlande 94 (15.3)      | – | Oman 95-3 (15.1) |
|                      |        | Oman gewinnt mit 7 Wickets |   |                  |

| 10. Oktober Scorecard | Maskat | Niederlande 185-4 (20)          | – | Hongkong 148-7 (20) |
|                       |        | Niederlande gewinnt mit 37 Runs |   |                     |

| 10. Oktober Scorecard | Maskat | Nepal 64 (11)              | – | Oman 65-4 (11.5) |
|                       |        | Oman gewinnt mit 6 Wickets |   |                  |